# Chemin du moindre effort

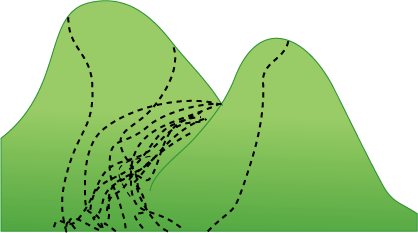
Les randonneurs choisiront le chemin le plus facile pour traverser ces deux collines.

Le chemin du moindre effort, ou chemin de moindre résistance, est le chemin physique ou métaphorique qui offre la moindre résistance au mouvement vers l'avant d'un objet ou d'une entité donné, ce parmi un ensemble de chemins alternatifs. Le concept est souvent utilisé pour décrire la raison pour laquelle un objet ou une entité emprunte une trajectoire donnée ; la façon dont l'eau s'écoule est ainsi souvent donnée comme exemple de cette idée.
Dans divers domaines (géologie, minimisation d'une fonction mathématique...) on parle de ligne de plus grande pente.

## Description

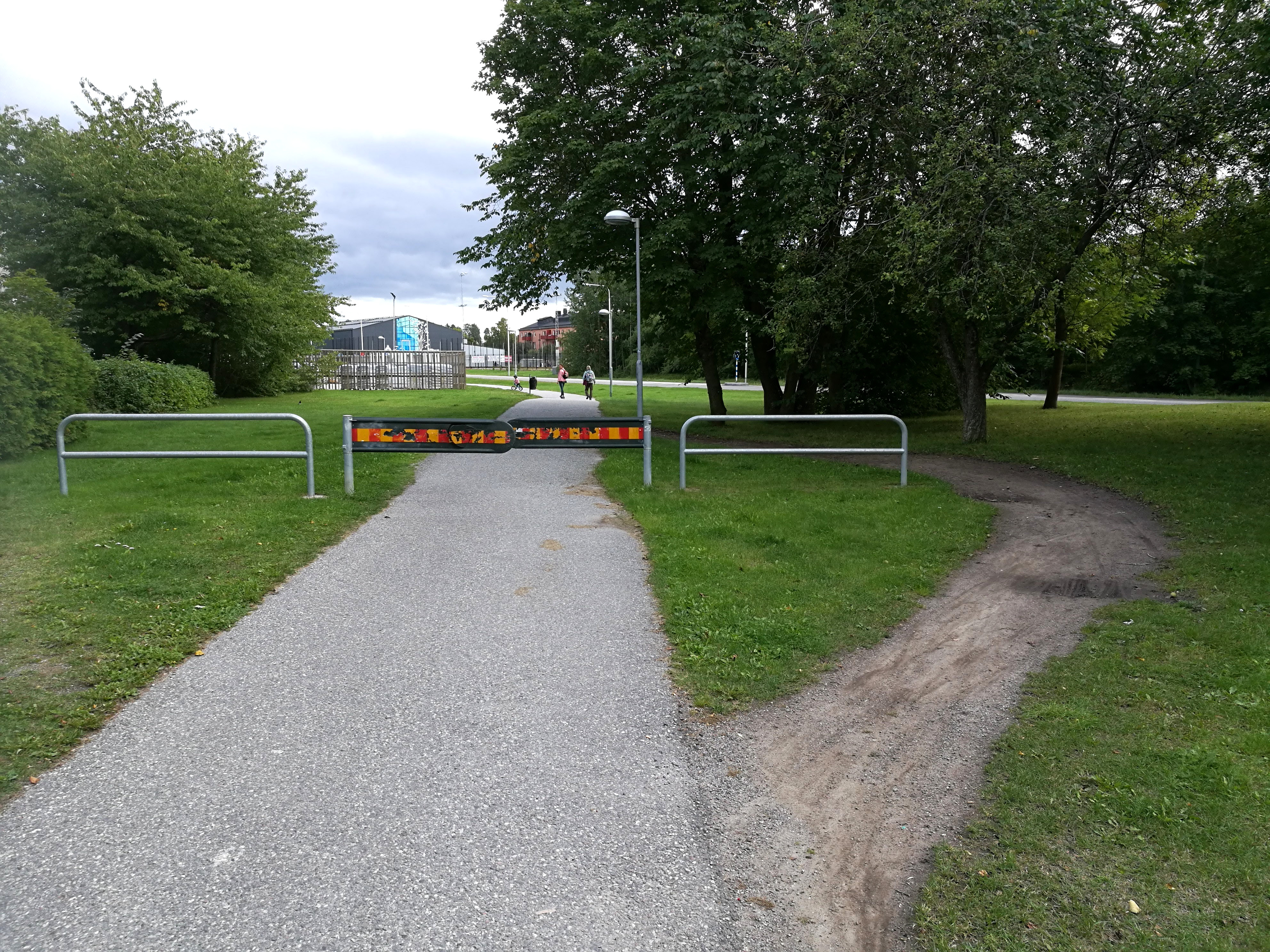
Cette barrière de circulation est utilisée pour ralentir les cyclistes ; mais ceux-ci la contournent par un chemin de désir, formant ainsi un chemin de moindre effort.

Dans les circuits électriques, le courant suit toujours tous les chemins disponibles, et dans certains cas simples, le « chemin de moindre résistance » absorbera la majeure partie du courant. 
Le chemin de moindre résistance est également utilisé pour décrire certains comportements humains, bien qu’avec beaucoup moins de spécificité que dans le sens strictement physique. Dans ces cas, la résistance est souvent utilisée comme métaphore de l’effort personnel ou de la confrontation ; une personne empruntant le chemin de moindre résistance privilégiera le chemin présentant le moins d'obstacles. En bibliothéconomie et en rédaction technique, les informations sont idéalement organisées pour les utilisateurs selon le principe du moindre effort, ou du « chemin de moindre résistance ». Les systèmes de navigation récursive en sont un exemple.
Le chemin de moindre résistance s’applique toujours à une référence locale et non globale. Par exemple, l'eau s'écoule toujours vers le bas, peu importe si le fait de s'écouler brièvement vers le haut l'aiderait ou non à atteindre une altitude finale plus basse. En physique, ce phénomène permet la formation de puits de potentiel, où l'énergie potentielle est stockée en raison d'une barrière limitant le flux vers un état d'énergie inférieur.